# Osphronemidae
Famille
Les Osphronemidae forment une famille de poissons d'eau douce de l'ordre des Perciformes. On les trouve en Asie, depuis le Pakistan et l'Inde jusqu'à l'Insulinde et la Corée.
Ce sont généralement des poissons aplatis transversalement, avec un long rayon en avant de la nageoire pelvienne et qui prennent soin de leurs petits.

## Taxinomie
Liste des sous-familles selon FishBase :
- Belontiinae Liem, 1963
- Luciocephalinae Bleeker, 1860
- Macropodusinae Liem, 1963
- Osphroneminae Bleeker, 1859

## Galerie

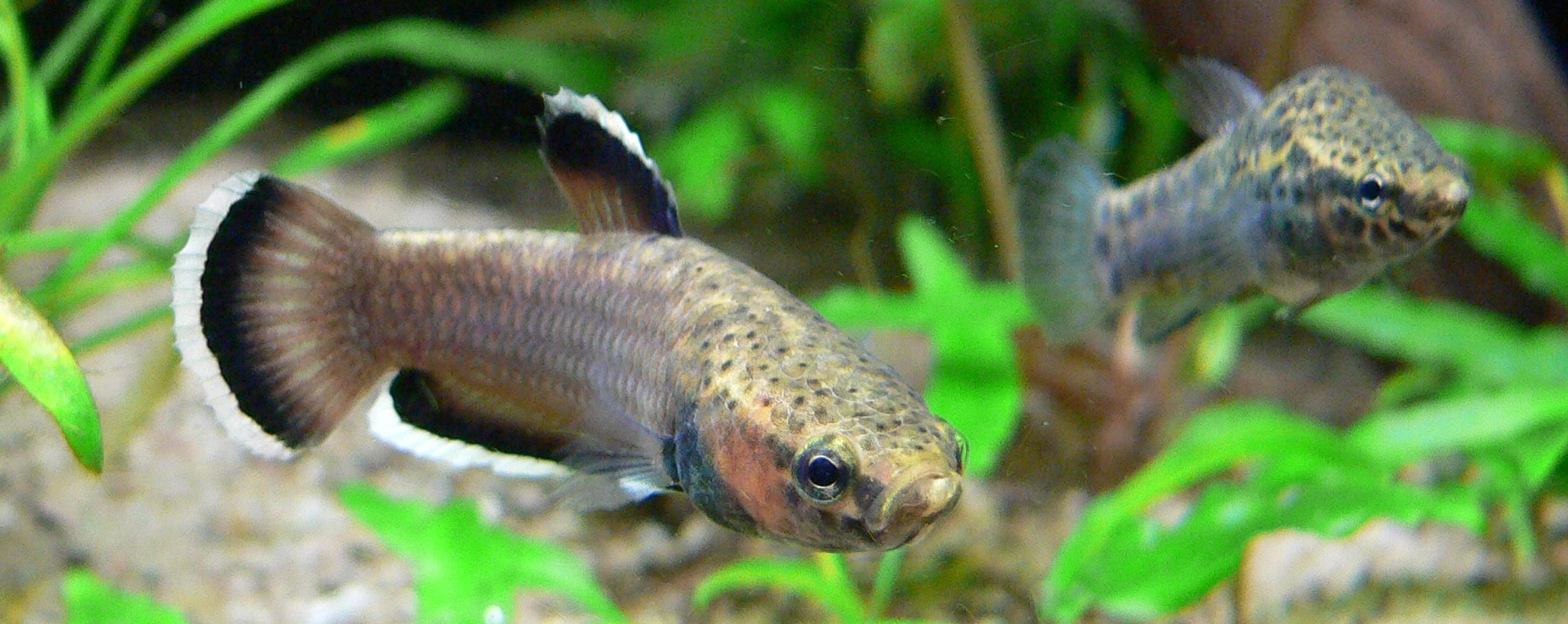
Betta albimarginata
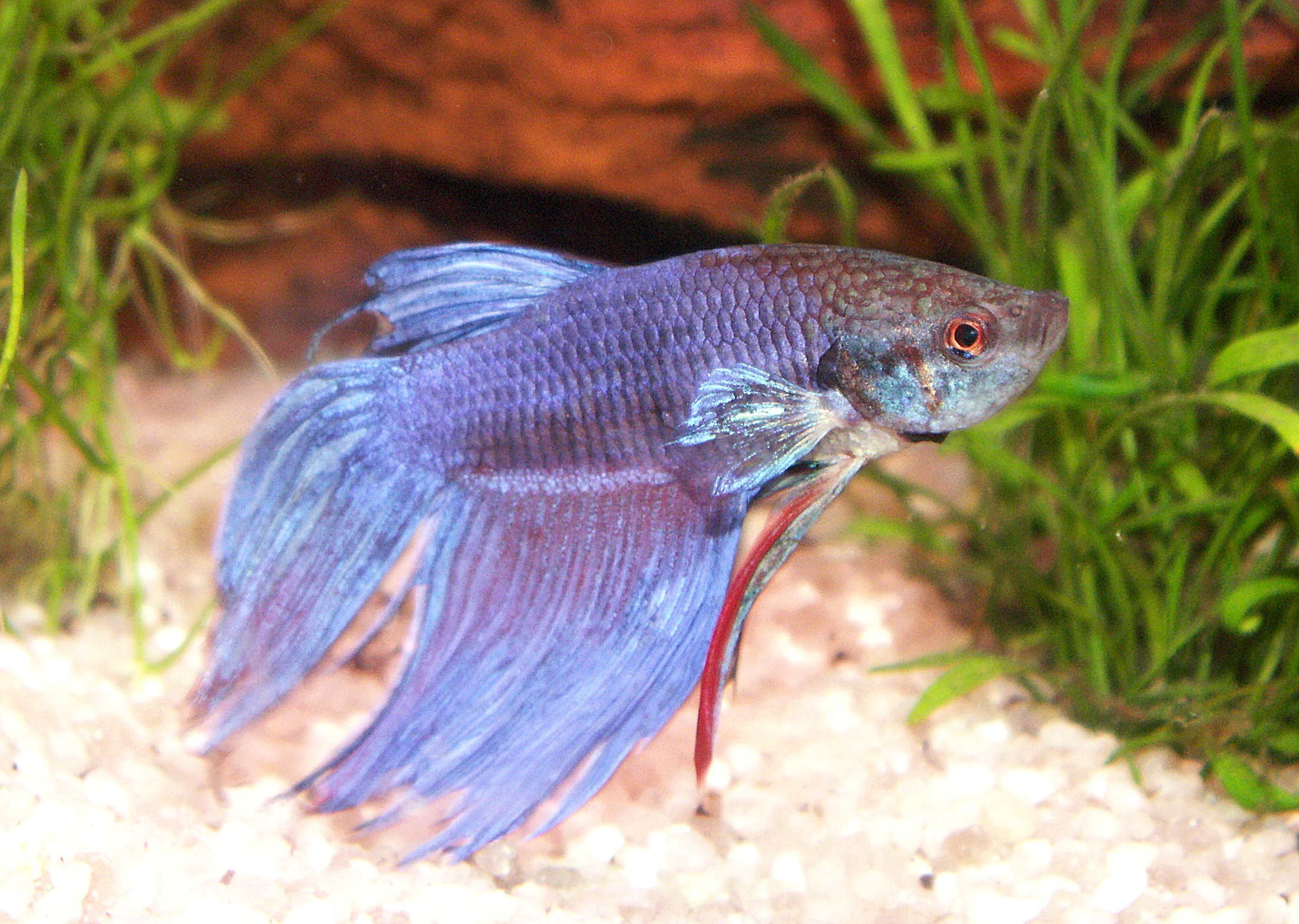
Combattant (Betta splendens)
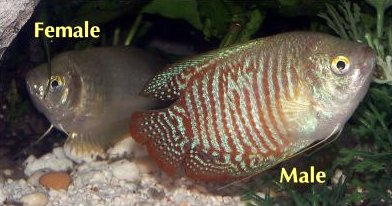
Gourami nain : femelle et mâle montrant le dimorphisme sexuel

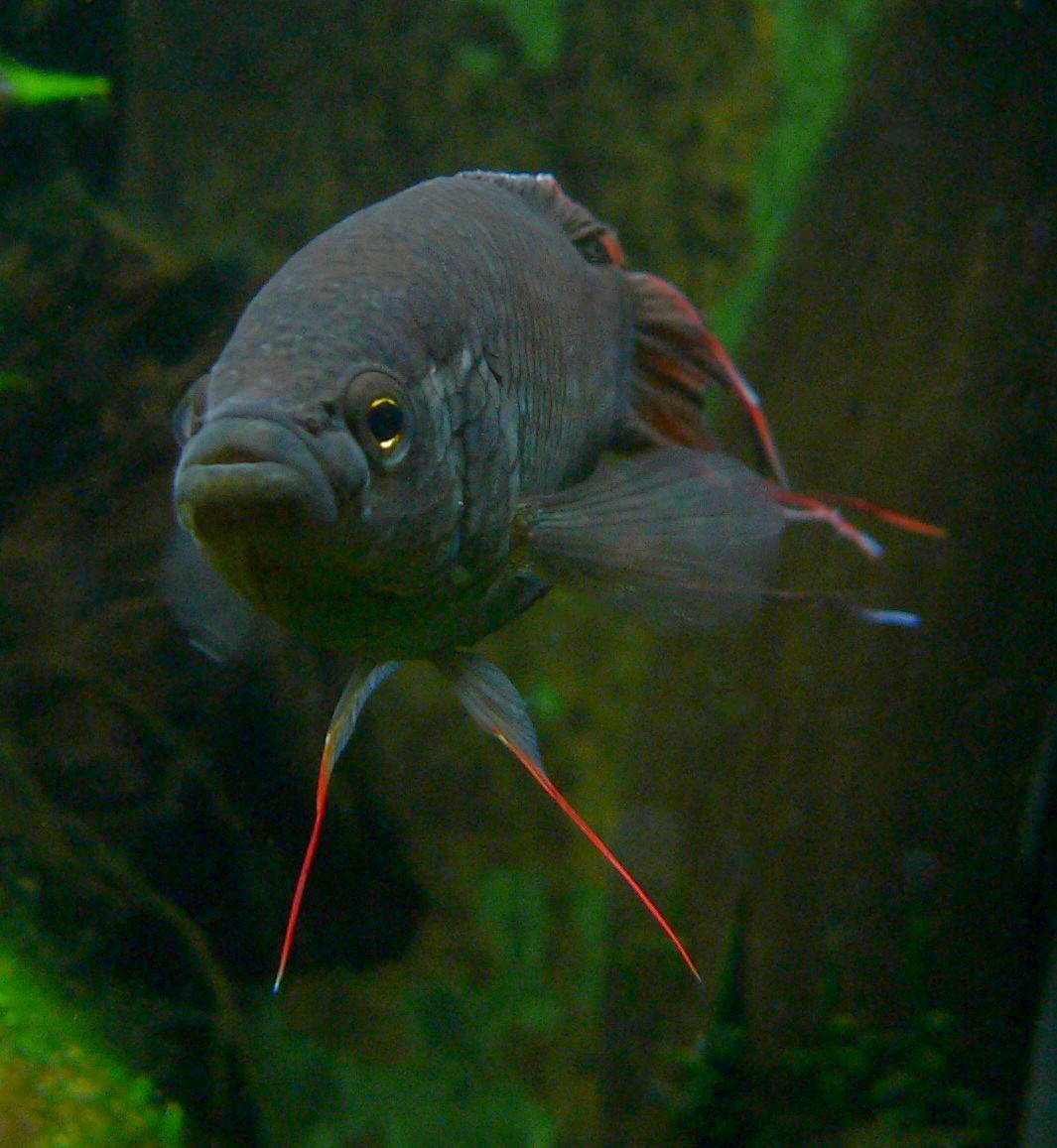
Macropodus erythropterus
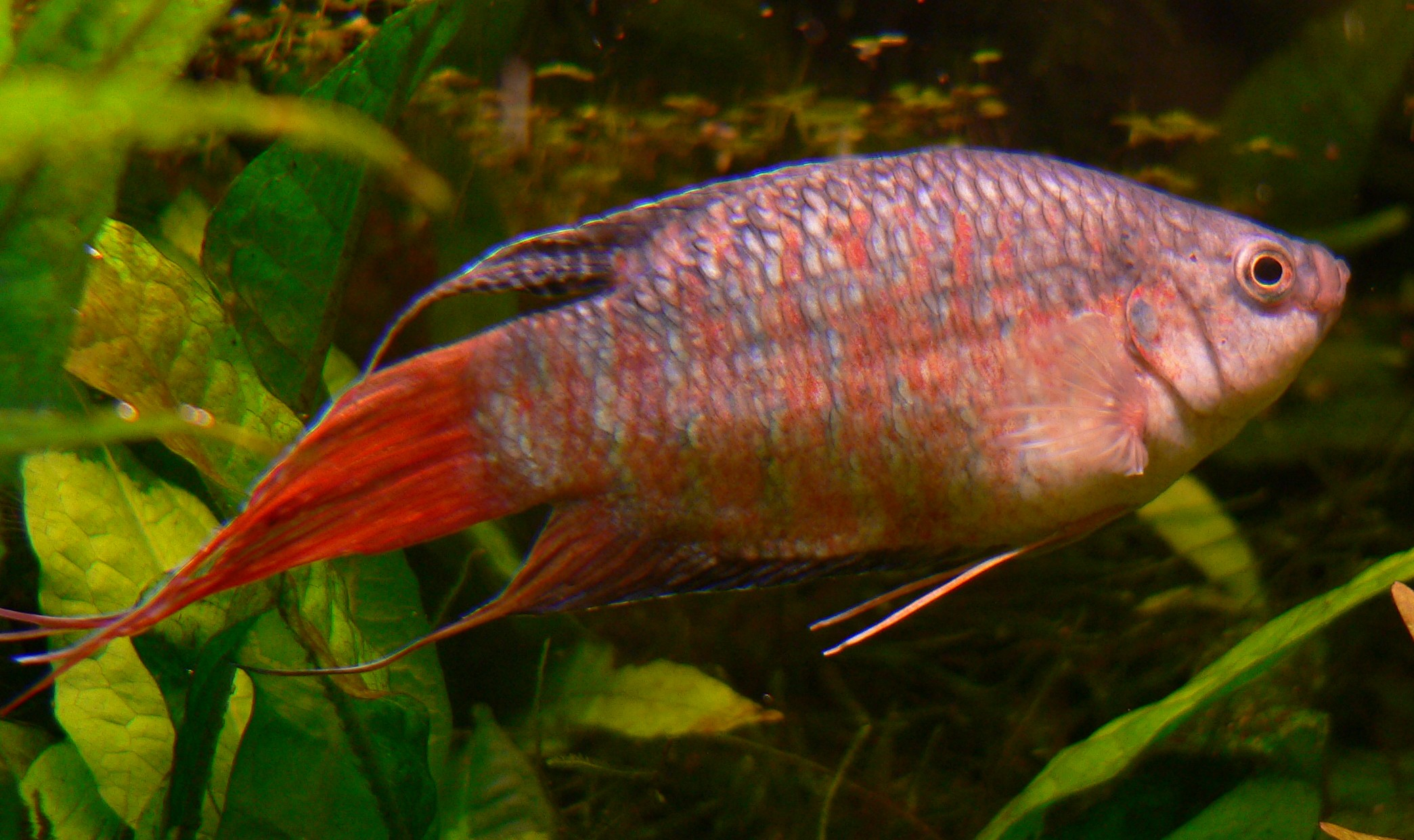
Poisson paradis (Macropodus opercularis)
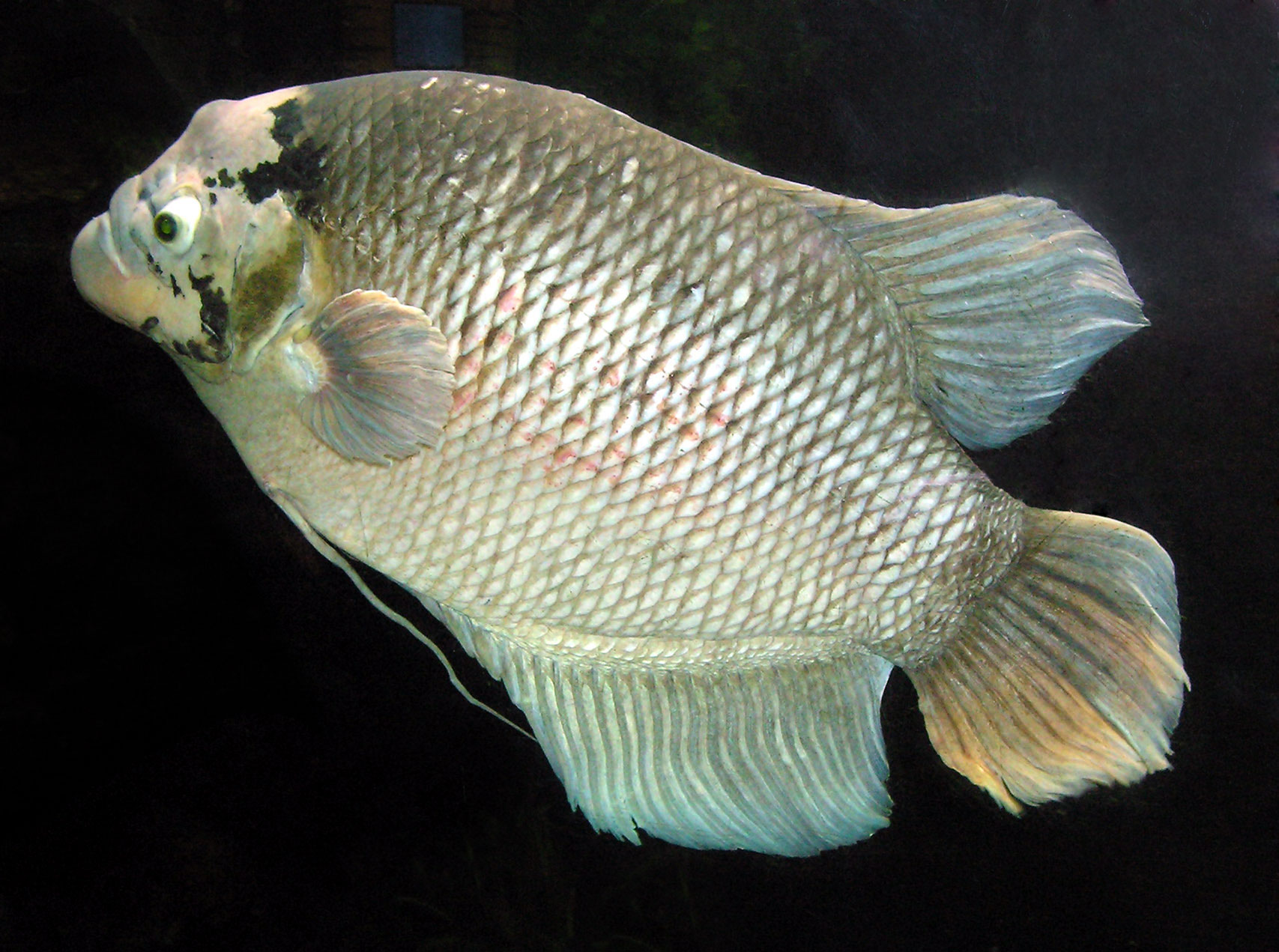
Gourami géant (Osphronemus goramy)